# Kozienice (gmina)
Kozienice – gmina miejsko-wiejska w województwie mazowieckim, w powiecie kozienickim. W latach 1975–1998 gmina położona była w województwie radomskim, zaś przed 1975 r. należała do województwa kieleckiego.
Siedziba gminy to Kozienice.
Według danych z 30 czerwca 2004 gminę zamieszkiwało 30 507 osób. Natomiast według danych z 31 grudnia 2019 roku gminę zamieszkiwało 29 421 osób.

## Struktura powierzchni
Według danych z roku 2002 gmina Kozienice ma obszar 245,56 km², w tym:
- użytki rolne: 46%
- użytki leśne: 39%

Gmina stanowi 26,78% powierzchni powiatu.

## Położenie
Gmina Kozienice leży w południowej części województwa mazowieckiego, w widłach rzek: Wisły i Radomki. Od północy graniczy z gminą Magnuszew, od zachodu z gminą Głowaczów, od południa z gminami: Pionki i Garbatka-Letnisko, od strony wschodniej z gminą Sieciechów. Północno - wschodnią granicą jest Wisła.
Obszar gminy należy do regionu Niziny Mazowieckiej. Północno - wschodnie obrzeża gminy należą do mezoregionu Dolina Środkowej Wisły.

## Demografia

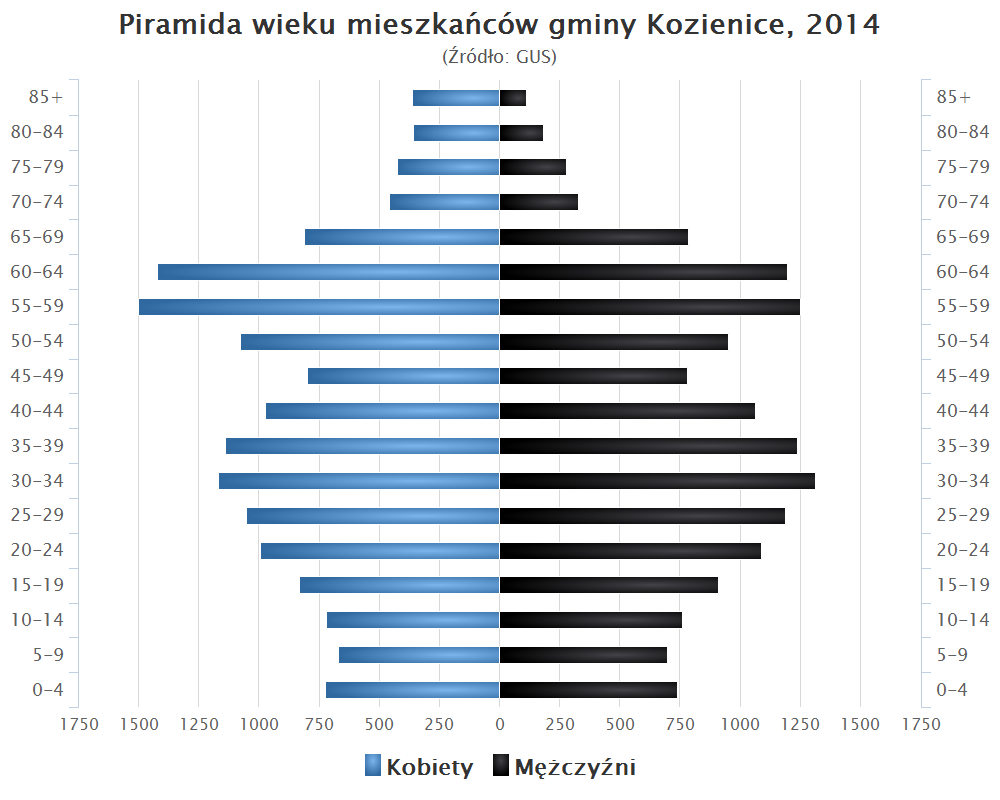
Piramida wieku mieszkańców gminy Kozienice w 2014 roku

Dane z 30 czerwca 2004:
| Opis                              | Ogółem | Ogółem | Kobiety | Kobiety | Mężczyźni | Mężczyźni |
| --------------------------------- | ------ | ------ | ------- | ------- | --------- | --------- |
| jednostka                         | osób   | %      | osób    | %       | osób      | %         |
| populacja                         | 30 507 | 100    | 15 576  | 51,1    | 14 931    | 48,9      |
| gęstość zaludnienia (mieszk./km²) | 124,2  | 124,2  | 63,4    | 63,4    | 60,8      | 60,8      |

## Sołectwa
Aleksandrówka, Brzeźnica, Chinów, Dąbrówki, Holendry Kozienickie, Holendry Kuźmińskie, Holendry Piotrkowskie, Janików, Janików-Folwark, Janów, Kępa Bielańska, Kępa Wólczyńska, Kępeczki, Kociołki, Kuźmy, Łaszówka, Łuczynów, Majdany, Nowa Wieś, Nowiny, Opatkowice, Piotrkowice, Przewóz, Psary, Ruda, Ryczywół, Samwodzie, Stanisławice, Staszów, Śmietanki, Świerże Górne, Wilczkowice Górne, Wójtostwo, Wola Chodkowska, Wólka Tyrzyńska, Wólka Tyrzyńska B

## Sąsiednie gminy
Garbatka-Letnisko, Głowaczów, Maciejowice, Magnuszew, Pionki, Sieciechów, Stężyca